# Paraplastis
Paraplastis é um género de traça pertencente à família Arctiidae.